# بلر کاکرن
بلر کاکرن (انگلیسی: Blair Cochrane; ۱۱ سپتامبر ۱۸۵۳ – ۷ دسامبر ۱۹۲۸) قایقران قایق بادبانی اهل بریتانیا بود.